# Reyðafelstindur
Reyðafelstindur è una montagna alta 764 metri sul mare situata sull'isola di Eysturoy, la seconda isola per estensione dell'arcipelago delle Isole Fær Øer, in Danimarca.
È la ventesima montagna, per altezza, dell'intero arcipelago, alla pari con Melin sull'isola di Streymoy, e la sesta, sempre per altezza, dell'isola<.

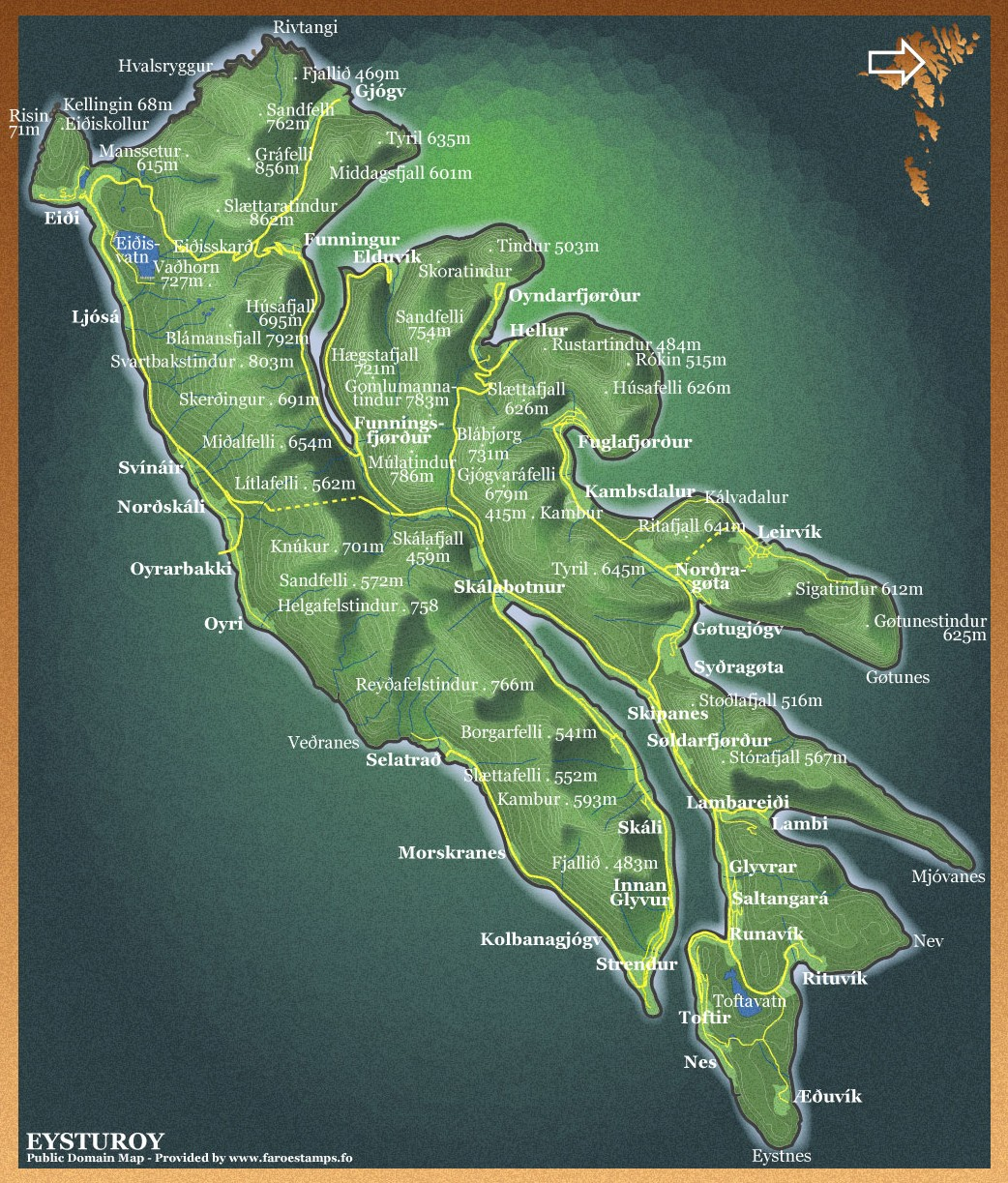
Isola di Eysturoy, mappa delle località e delle alture

Nella mappa dell'isola è riportata un'altezza di 766 metri.